# Rangitoto Island
Rangitoto Island ist eine Vulkaninsel im Hauraki Gulf der Nordinsel von Neuseeland.

## Geographie
Rangitoto Island liegt rund 8 km nordöstlich des Stadtzentrums von Auckland. Die unbewohnte Insel ist fast rund und hat einen Durchmesser zwischen 4,8 und 5,8 km. Die höchste Erhebung stellt der in der Inselmitte liegende Vulkankrater des Rangitoto mit einer Höhe von 260 m dar. An der östlichen Seite der Insel verbindet eine Aufschüttung die Vulkaninsel mit der Nachbarinsel Motutapu Island. An der Westseite von Rangitoto Island sichert ein Leuchtfeuer die Fahrrinne des Rangitoto Channels.

## Entstehung
Die Insel ist in mindestens zwei Eruptionsphasen des Vulkans Rangitoto vor rund 600 bis 700 Jahren entstanden. Ein Fußabdruck eines Menschen in der Asche des Vulkans, der um 1400 entstanden ist, belegt den letzten Ausbruch. Das vom Rangitoto eruptierte Material macht in etwa 60 % des von allen Vulkanen des Auckland Volcanic Field ausgeworfenen Materials aus. Der Rangitoto ist damit der mit Abstand größte Vulkan des Vulkanfeldes.

## Namensherkunft
Der Name „Rangitoto“ entstammt der Sprache der Māori und bedeutet so viel wie „blutiger Himmel“. Der Name des Berges soll hingegen in voller Länge „Te Rangi i totongia te ihu a Tama-te-kapua“ („der Tag, an dem Blut aus Tama-te-kapuas Nase floss“) gewesen sein. Der Legende nach sollen die Crews der beiden Kanus Arawa Waka und Tainui Waka im Streit gelegen haben, in dem die Crew des Arawa Waka unterlegen war. Ihr Anführer Tama-te-kapua wurde im Kampf verletzt und seine Leute mussten die Insel schließlich verlassen.